# Prix Haxtur

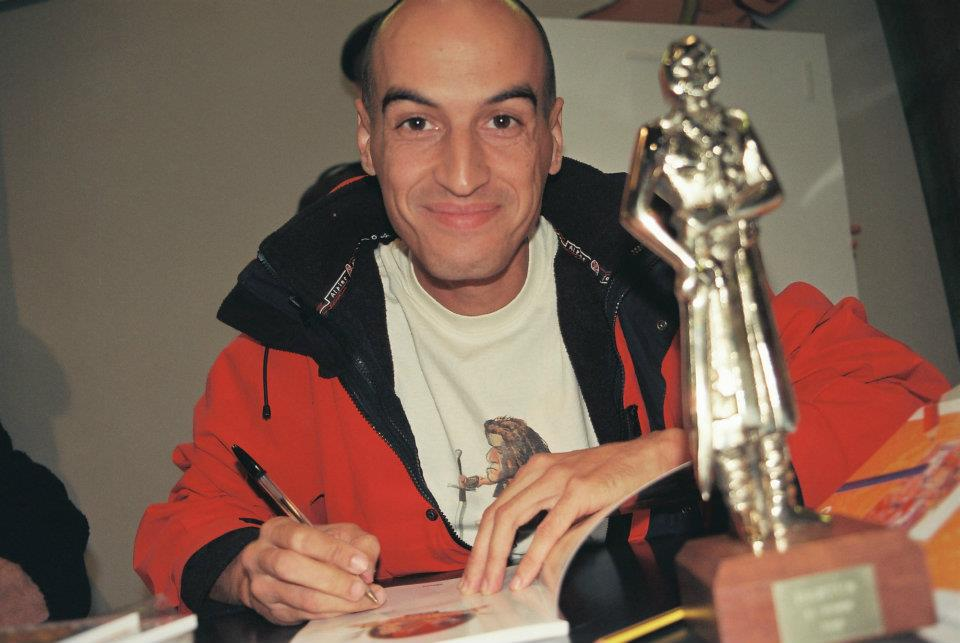
Pau et son Haxtur de l'humour en 2009.

Les prix Haxtur sont des prix de bande dessinée remis annuellement depuis 1985 par la revue El Wendigo sous la direction de Faustino Rodríguez Arbesú (es). Ils récompensent d'un trophée des auteurs espagnols ou étrangers pour des bandes dessinées publiées en Espagne l'année précédant la remise des prix. Leur nom vient de l'œuvre homonyme de Víctor de la Fuente. 
Remis lors du festival de bande dessinée des Asturies (es) de leur création à l'arrêt de celui-ci après 2013, faute de subventions, ils ont été remis à Gijón en 2014 puis aux Baléares en 2015. En décembre 2015, Arbesú a annoncé la suspension du prix tant que le festival ne pourrait être réorganisé.

## Catégories
Le prix est remis dans les catégories suivantes :
- Meilleur scénario (Mejor Guion)
- Meilleur dessin (Mejor Dibujo)
- Meilleure histoire longue (Mejor Historia Larga)
  - Récompense une série de bande dessinée, un cycle de comic book ou une longue bande dessinée.
- Meilleure histoire courte (Mejor Historia Corta)
  - Récompense une histoire courte, une numéro de comic book ou une bande dessinée courte. La frontière avec la catégorie précédente est parfois poreuse.
- Auteur que nous aimons (Autor que Amamos, depuis 1986)
  - Récompense un invité pour l'ensemble de sa carrière.
- Meilleure couverture (Mejor Portada, depuis 1989)
- Finaliste ayant reçu le plus de votes (Finalista más Votado, depuis 1990)
  - Élu par le public parmi les œuvres sélectionnées pour un prix dont l'auteur est présent sur le festival.
- Meilleure maison d'édition (Mejor Editorial, remis 3 fois depuis 1997)
- Humour (Humor, depuis 2000)
  - Ne récompense pas forcément une œuvre en particulier mais l'ensemble de la production annuelle.
- Spécial John Buscema (Especial John Buscema, depuis 2002)
  - Récompensé des acteurs du milieu invités au festival qui ont contribué de manière extraordinaire à la bande dessinée et à sa reconnaissance.

## Liste des lauréats

### Meilleur scénario
Vingt des 31 prix attribués l'ont été pour des histoires publiées initialement sur le marché américain. L'Italien Giancarlo Berardi, avec trois récompenses, est le scénariste le plus primé ; quatre auteurs l'ont remporté deux fois (Carlos Giménez, Neil Gaiman, Stan Sakai et Alfonso Zapico).
| Année | Auteur récompensé      | Pays                                                      | Œuvre                                               | Maison d'édition              |
| ----- | ---------------------- | --------------------------------------------------------- | --------------------------------------------------- | ----------------------------- |
| 1985  | Giancarlo Berardi      |                                                           | Las Crías (Cuccioli), dans Cimoc Extra no 4         | Norma                         |
| 1986  | Walt Simonson          |                                                           | Thor : La Saga de Surtur                            | Forum                         |
| 1987  | Frank Miller           | Batman: Dark Knight                                       | Zinco                                               |                               |
| 1988  | John Byrne             |                                                           | Zinco                                               | Superman : Metropolis 900 mi  |
| 1989  | Alan Moore             |                                                           | Zinco                                               | Swamp Thing : La Malédiction  |
| 1990  | Jean Van Hamme         |                                                           | XIII                                                | Grijalbo                      |
| 1991  | Carlos Giménez         |                                                           | « Sabor a menta », dans Totem el Comix no 53        | Toutain                       |
| 1992  | Jim Starlin            |                                                           | Silver Surfer                                       | Zinco                         |
| 1993  | Antonio Segura         |                                                           | Eva Medusa                                          | Glénat                        |
| 1994  | Neil Gaiman            |                                                           | La vie n'a pas de prix                              | Zinco                         |
| 1995  | Neil Gaiman            | La Cruzada de los niños (The Children's Crusade)          |                                                     | Zinco                         |
| 1996  | Peter David            |                                                           | Hulk : Dans les ténèbres, dans La caída des Pantéon | Forum                         |
| 1997  | Garth Ennis            |                                                           | Preacher no 1-2                                     | Zinco                         |
| 1998  | Bryan Talbot           | The Dreaming : Extraño Amor (Weird Romance)               | Norma                                               |                               |
| 1999  | Mike Richardson        |                                                           | Norma                                               | Star Wars : L'Empire écarlate |
| 1999  | Randy Stradley         |                                                           | Norma                                               | Star Wars : L'Empire écarlate |
| 2000  | Stan Sakai             | Usagi Yojimbo : Segadores                                 | Planeta de Agostini                                 |                               |
| 2001  | Carlos Giménez         |                                                           | « Garde-à-vous ! », dans Paracuellos no 4           | Glénat                        |
| 2002  | Posy Simmonds          |                                                           | Gemma Bovery                                        | Destino                       |
| 2003  | Stan Sakai             |                                                           | Usagi Yojimbo : La Conspiration du dragon rugissant | Planeta de Agostini           |
| 2004  | Giancarlo Berardi      |                                                           | Ken Parker : Home Sweet Home                        | Norma                         |
| 2005  | J. Michael Straczynski |                                                           | Supreme Power                                       | Panini Comics                 |
| 2006  | Peter O'Donnell        |                                                           | Modesty Blaise no 4 : Mala Suki                     | Planeta de Agostini           |
| 2007  | Jean-Charles Kraehn    |                                                           | Gil Saint-André, t. 6-8                             | Glénat                        |
| 2008  | Alfonso Zapico         |                                                           | Café Budapest                                       | Astiberri                     |
| 2009  | Leo                    |                                                           | Bételgeuse                                          | Planeta di Agostino           |
| 2010  | David Zane Mairowitz   |                                                           | Le Procès                                           | La Cúpula                     |
| 2011  | Giancarlo Berardi      |                                                           | Julia                                               | Aleta                         |
| 2012  | El Torres              |                                                           | Aokigahara : La Forêt des suicides                  | Dib-Buks                      |
| 2013  | Jan Strnad             |                                                           | Ragemoor                                            | Norma                         |
| 2014  | Peter Bagge            | La mujer rebelde (Woman Rebel: The Margaret Sanger Story) | La Cúpula                                           |                               |
| 2015  | Alfonso Zapico         |                                                           | La balada del norte, t. 1                           | Astiberri                     |

### Meilleur dessin
Dix-neuf des 31 prix attribués l'ont été pour des histoires publiées initialement sur le marché américain. L'Hispano-Américain José Luis García-López, avec trois récompenses, est le dessinateur le plus primé ; parmi les autres auteurs récompensés, seul le Britannique Brian Bolland l'a emporté deux fois.
| Année | Auteur récompensé      | Pays                                  | Œuvre                                                        | Maison d'édition           |
| ----- | ---------------------- | ------------------------------------- | ------------------------------------------------------------ | -------------------------- |
| 1985  | Brian Bolland          |                                       | Camelot 3000                                                 | Zinco                      |
| 1986  | Daniel Torres          |                                       | Roco Vargas                                                  | Norma Editorial            |
| 1987  | David Mazzucchelli     |                                       | Batman : Année Un                                            | Zinco                      |
| 1987  | David Mazzucchelli     | Daredevil : Born Again                | Forum                                                        |                            |
| 1988  | Dave Gibbons           |                                       | Watchmen                                                     | Zinco                      |
| 1989  | Brian Bolland          | Batman : The Killing Joke             |                                                              | Zinco                      |
| 1990  | Walter Simonson        |                                       | Thor :La Chanson de Mjolnir, dans Marvel Two-in-One no 62    | Forum                      |
| 1991  | Grzegorz Rosiński      |                                       | Thorgal : Louve                                              | Norma                      |
| 1992  | Kevin Maguire          |                                       | Las Aventuras del Capitan América                            | Forum                      |
| 1993  | Georges Bess           |                                       | Le Lama blanc                                                | Norma                      |
| 1994  | Philippe Francq        |                                       | Largo Winch, t. 3-4                                          | Grijalbo                   |
| 1995  | Jerry Ordway           |                                       | El poder de Shazam! (The Power of Shazam)                    | Zinco                      |
| 1996  | José Luis García-López |                                       | Superman : Kal                                               | Zinco                      |
| 1997  | Paul Gulacy            |                                       | Batman versus Predator 2                                     | Zinco                      |
| 1998  | Yslaire                |                                       | Sambre                                                       | Glénat                     |
| 1999  | Steve Dillon           |                                       | Preacher : Les Enfants du sang                               | Norma                      |
| 2000  | Mark Schultz           |                                       | Chroniques de l'ère Xenozoïque                               | Planeta de Agostini        |
| 2001  | Hermann                |                                       | On a tué Will Bill                                           | Imaǵica cómics             |
| 2002  | Gaspar Meana           |                                       | La Infanta, el Pirata y el Niño                              | VTP                        |
| 2003  | Richard Corben         |                                       | Cage                                                         | Planeta de Agostini        |
| 2004  | Joe Kubert             | Tex : Le Cavalier solitaire           |                                                              | Planeta de Agostini        |
| 2005  | Igor Kordey            |                                       | Tornade : L'Arène                                            | Panini Comics              |
| 2006  | Frank Cho              |                                       | Shanna                                                       | Panini Comics              |
| 2007  | José Luis García López |                                       | JLA: Classified no 16-21                                     | Planete de Agostini        |
| 2008  | Jirō Taniguchi         |                                       | Seton t. 3                                                   | Ponent Mon                 |
| 2009  | Posy Simmonds          |                                       | Tamara Drewe                                                 | Sins Entido                |
| 2010  | Robert Crumb           |                                       | Kafka                                                        | La Cúpula                  |
| 2010  | Robert Crumb           | La Genèse                             |                                                              | La Cúpula                  |
| 2011  | José Luis García López |                                       | Batman Confidential : La tomba del rey Tut (King Tut's Tumb) | Planeta de Agostini        |
| 2012  | Alfonso Font           | Tex : Lob lobjos rojos (I lupi rossi) | Aleta                                                        |                            |
| 2013  | Ivo Milazzo            |                                       | Aleta                                                        | Tex : Sang sur le Colorado |
| 2014  | Chris Samnee           |                                       | Daredevil no 35 : Elektra                                    | Panini Comics              |
| 2015  | Rafael Méndez          |                                       | Hombre                                                       | Aleta                      |

### Meilleure histoire longue
Bryan Talbot, Claudio Nizzi, Stan Sakai et Gaspar Meana ont tous trois reçu deux fois ce prix.
| Année | Œuvre récompensée                           | Pays               | Dessinateur            | Scénariste           | Maison d'édition             |
| ----- | ------------------------------------------- | ------------------ | ---------------------- | -------------------- | ---------------------------- |
| 1985  | Camelot 3000                                | États-Unis         | Brian Bolland          | Mike W. Barr         | Zinco                        |
| 1986  | Dreadstar                                   | États-Unis         | Jim Starlin            | Jim Starlin          | Forum                        |
| 1987  | Batman: Dark Knight                         | États-Unis         | Frank Miller           | Frank Miller         | Zinco                        |
| 1988  | Watchmen                                    | États-Unis         | Dave Gibbons           | Alan Moore           | Zinco                        |
| 1989  | Wonder Woman                                | États-Unis         | George Pérez           | George Pérez         | Zinco                        |
| 1990  | Cinder and Ashe                             | États-Unis         | José Luis García-López | Gerry Conway         | Zinco                        |
| 1991  | Hawkworld                                   | États-Unis         | Timothy Truman         | Timothy Truman       | Zinco                        |
| 1992  | Les Tours de Bois-Maury                     | France             | Hermann                | Hermann              | Norma Editorial              |
| 1993  | Eva Medusa                                  | Espagne            | Antonio Segura         | Ana Miralles         | Glénat                       |
| 1994  | Crónica de Leodegundo                       | Espagne            | Gaspar Meana           | Gaspar Meana         | El Pexe                      |
| 1995  | Dropsie Avenue                              | États-Unis         | Will Eisner            | Will Eisner          | Norma                        |
| 1996  | Largo Winch t. 5-6                          | Belgique           | Philippe Francq        | Jean Van Hamme       | Gribaljo                     |
| 1997  | Preacher no 1-2                             | États-Unis         | Steve Dillon           | Garth Ennis          | Zinco                        |
| 1998  | The Black Dragon                            | États-Unis         | John Bolton            | Chris Claremont      | Planeta de Agostini          |
| 1999  | L'Histoire d'un vilain rat                  | États-Unis         | Bryan Talbot           | Bryan Talbot         | Planeta de Agostini          |
| 2000  | L'Histoire des 3 Adolf                      | Japon              | Osamu Tezuka           | Osamu Tezuka         | Planeta de Agostini          |
| 2001  | Le Cœur couronné                            | France             | Mœbius                 | Alejandro Jodorowsky | Norma                        |
| 2002  | Le Journal de mon père                      | Japon              | Jirō Taniguchi         | Jirō Taniguchi       | Planeta de Agostini          |
| 2003  | Usagi Yojimbo : La Conspiración del Dragón  | États-Unis         | Stan Sakai             | Stan Sakai           | Planeta de Agostini          |
| 2004  | Monster                                     | Japon              | Naoki Urasawa          | Naoki Urasawa        | Planeta de Agostini          |
| 2005  | A History of Violence                       | États-Unis         | Vince Locke            | John Wagner          | Astiberri                    |
| 2006  | Lone Wolf and Cub t. 5                      | Japon              | Goseki Kojima          | Kazuo Koike          | Planeta de Agostini          |
| 2007  | Usagi Yomjimbo : Duelo en Kitanoji          | États-Unis         | Stan Sakai             | Stan Sakai           | Planeta de Agostini          |
| 2007  | Seton t. 1                                  | Japon              | Jirō Taniguchi         | Yoshiharu Imaizumi   | Ponent Mon                   |
| 2008  | Elric                                       | États-Unis         | Walter Simonson        | Michael Moorcock     | Planeta de Agostini          |
| 2009  | L'Épervier (premier cycle)                  | France             | Patrice Pellerin       | Patrice Pellerin     | Io Ediciones                 |
| 2010  | Alice in Sunderland                         | Royaume-Uni        | Bryan Talbot           | Bryan Talbot         | Random House Mondadori       |
| 2011  | Polina                                      | France             | Bastien Vivès          | Bastien Vivès        | Diábolo                      |
| 2012  | Aokigahara : La Forêt des suicides          | Espagne États-Unis | Gabriel Hernández      | El Torres            | Dib-Buks                     |
| 2013  | Tex : Sang sur le Colorado                  | Italie             | Ivo Milazzo            | Claudio Nizzi        | Aleta                        |
| 2013  | Tex : La Grande Attaque                     | Italie             | José Ortiz             | Claudio Nizzi        | Aleta                        |
| 2014  | Tex : Colorado Bell                         | Italie             | Alfonso Font           | Mauro Boselli        | Aleta                        |
| 2014  | La Propriété                                | Israël             | Rutu Modan             | Rutu Modan           | Sins Entido                  |
| 2015  | Crónica de Leodegundo : El Cantar de Teudán | Espagne            | Gaspar Meana           | Gaspar Meana         | Université des îles Baléares |

### Meilleure histoire courte
| Année | Œuvre récompensée                                                  | Pays       | Dessinateur                                       | Scénariste                           | Maison d'édition    |
| ----- | ------------------------------------------------------------------ | ---------- | ------------------------------------------------- | ------------------------------------ | ------------------- |
| 1985  | « Primer Amor », dans Ilustración + Comix Internacional no 45      | Espagne    | Carlos Giménez                                    | Carlos Giménez                       | Toutain             |
| 1986  | Dieter Lumpen : « Les Péchés de Cupidon », dans Cairo no 43        | Espagne    | Ruben Pellejero                                   | Jorge Zentner                        | Norma               |
| 1987  | Barcelona 1992                                                     | Espagne    | Montesol                                          | Montesol                             | Norma               |
| 1988  | Une aventure de Cléopâtre : Macao                                  | Espagne    | Mique Beltrán                                     | Mique Beltrán                        | Norma               |
| 1989  | Les Anges d'acier : La Rose d'Abyssinie, dans Gran Aventurero no 1 | Espagne    | Víctor de la Fuente                               | Víctor Mora                          | B                   |
| 1990  | John Rohner : La sangre del volcán                                 | Espagne    | Alfonso Font                                      | Alfonso Font                         | Norma               |
| 1991  | Mechanics                                                          | États-Unis | Jaime Hernandez                                   | Jaime Hernandez                      | La Cúpula           |
| 1992  | Hellblazer : The Bloody Saint                                      | États-Unis | Bryan Talbot                                      | Jamie Delano                         | Zinco               |
| 1993  | Sandman : La Saison des brumes, chap. 4                            | États-Unis | Matt Wagner                                       | Neil Gaiman                          | Zinco               |
| 1994  | Gon t. 2, chap. 8 : « Gon vit avec les manchots »                  | Japon      | Masashi Tanaka                                    | Masashi Tanaka                       | La Cúpula           |
| 1995  | The Batman Adventures : Mad Love                                   | États-Unis | Bruce Timm                                        | Paul Dini                            | Zinco               |
| 1996  | The Question : « Homecoming » dans Las crónicas de Batman no 1     | États-Unis | Rick Burchett                                     | Dennis O'Neil                        | Zinco               |
| 1997  | La Jeunesse de Picsou : La quimera del oro, dans Olé Disney no 33  | États-Unis | Don Rosa                                          | Don Rosa                             | B                   |
| 1998  | Hellblazer : Confession                                            | États-Unis | Steve Dillon                                      | Garth Ennis                          | Norma               |
| 1999  | Usagi Yojimbo : Daisho                                             | États-Unis | Stan Sakai                                        | Stan Sakai                           | Planeta de Agostini |
| 2000  | Blake et Mortimer : La Machination Voronov                         | Belgique   | André Juillard                                    | Yves Sente                           | Norma               |
| 2001  | Les Saisons de Superman no 4 : Hiver                               | États-Unis | Tim Sale                                          | Jeph Loeb                            | Norma               |
| 2002  | Petits Miracles : Une bague de fiançailles spéciale                | États-Unis | Will Eisner                                       | Will Eisner                          | Norma               |
| 2002  | The Amazing Spider-Man no 36                                       | États-Unis | John Romita Jr.                                   | J. Michael Straczynski               | Planeta de Agostini |
| 2003  | Spiderman : Question d'honneur, dans Spider-Man Tangled Web no 7   | États-Unis | Lee Weeks (dessin) Josef Rubinstein (encrage)     | Bruce Jones                          | Planeta de Agostini |
| 2004  | Lone Wolf and Cub t. 4                                             | Japon      | Kazuo Koike                                       | Goseki Kojima                        | Planeta de Agostini |
| 2005  | L'Orme du Caucase                                                  | Japon      | Jirō Taniguchi                                    | Ryūichirō Utsumi (ja)                | Ponent Mon          |
| 2006  | Supergirl : « Young Love », dans Solo                              | États-Unis | Tim Sale                                          | Diana Schutz                         | Planeta de Agostini |
| 2007  | « Ese día », dans Barrio t. 4                                      | Espagne    | Carlos Giménez                                    | Carlos Giménez                       | Glénat              |
| 2008  | Deadman : Death and the Maiden                                     | États-Unis | José Luis García-López Josef Rubinstein (encrage) | Steve Vance                          | Planeta de Agostini |
| 2009  | Un buen hombre                                                     | Espagne    | Divers                                            | Javier Cosnava                       | Glénat              |
| 2010  | Hellboy : L'Homme tordu                                            | États-Unis | Richard Corben                                    | Mike Mignola                         | Norma               |
| 2011  | Histoires courtes de Naoki Urasawa                                 | Japon      | Naoki Urasawa                                     | Naoki Urasawa                        | Planeta de Agostini |
| 2012  | L'Invisible et autres contes fantastiques                          | Pays-Bas   | Erik Kriek (d'après H. P. Lovecraft)              | Erik Kriek (d'après H. P. Lovecraft) | La Cúpula           |
| 2013  | Jerry Spring : Mon ami Red                                         | Belgique   | Jijé                                              | Jijé                                 | Ponent Mon          |
| 2014  | La mujer rebelde (Woman Rebel: The Margaret Sanger Story)          | États-Unis | Peter Bagge                                       | Peter Bagge                          | La Cúpula           |
| 2015  | Daredevil : Original Sin                                           | États-Unis | Javier Rodríguez (en)                             | Mark Waid                            | Panini Cómics       |

### Auteur que nous aimons
Des quarante-deux auteurs récompensés, dix-sept sont espagnols et seize américains. Quatre femmes (Marie Severin, Purita Campos, Núria Pompeia et Trini Tinturé) ont reçu le prix. Le plus jeune auteur récompensé est Jim Starlin, à 56 ans (en 2005) et le plus âgé Olmo, à 85 ans (en 2007) ; Olmo est également le plus âgé des lauréats encore en vie en 2015.
| Année | Auteur récompensée      | Pays      | Dates     | Âge   |
| ----- | ----------------------- | --------- | --------- | ----- |
| 1986  | Ambrós                  |           | 1913-1992 | 73    |
| 1987  | Víctor de la Fuente     | 1927-2010 | 60        |       |
| 1988  | Eugenio Giner           | 1924-1994 | 64        |       |
| 1989  | Lee Falk                |           | 1911-1999 | 78    |
| 1990  | Chiqui de la Fuente     |           | 1933-1992 | 57    |
| 1991  | Dan Barry               | 1923-1997 | 79        |       |
| 1992  | Al Williamson           |           | 1931-2010 | 61    |
| 1992  | Adolfo Buylla           |           | 1927-1998 | 65    |
| 1993  | Juan García Iranzo      | 1918-1998 | 75        |       |
| 1994  | Joe Kubert              |           | 1926-2012 | 78    |
| 1995  | Will Eisner             | 1917-2005 | 78        |       |
| 1996  | Roy Thomas              | 1940-     | 56        |       |
| 1997  | John Buscema            | 1927-2002 | 70        |       |
| 1997  | Gilbert Shelton         | 1940-     | 57        |       |
| 1998  | Dennis O'Neil           | 1939-2020 | 59        |       |
| 1999  | Rafael Méndez           |           | 1938-     | 61    |
| 1999  | Neal Adams              |           | 1941-     | 58    |
| 2000  | Francisco Ibáñez        |           | 1936-     | 64    |
| 2000  | Quino                   |           | 1932-2020 | 68    |
| 2001  | Alejandro Jodorowsky    |           | 1929-     | 72    |
| 2002  | Marie Severin           |           | 1929-2018 | 73    |
| 2003  | Mœbius                  |           | 1938-2012 | 65    |
| 2003  | Sydney Jordan           |           | 1928-     | 75    |
| 2004  | Purita Campos           |           | 1937-2019 | 67    |
| 2005  | Jim Starlin             |           | 1949-     | 56    |
| 2006  | Frank Stack             | 1937-     | 69        |       |
| 2007  | Luis del Olmo           |           | 1922-2021 | 85    |
| 2008  | Giancarlo Berardi       |           | 1949-     | 59    |
| 2008  | Michael Kaluta          |           | 1947-     | 61    |
| 2009  | Russ Heath              | 1926-2018 | 83        |       |
| 2010  | José María Blanco Ibarz |           | 1926-2019 | 84    |
| 2011  | Jean-Claude Mézières    |           | 1938-2022 | 73    |
| 2011  | Hermann                 |           | 1938-     | 73    |
| 2011  | Núria Pompeia           |           | 1931-2016 | 80    |
| 2012  | Georges Bess            |           | 1947-     | 65    |
| 2012  | Bruce Jones             |           | 1946-     | 63-72 |
| 2013  | José Ortiz              |           | 1932-2013 | 81    |
| 2014  | Jordi Bernet            | 1944-     | 70        |       |
| 2014  | Ricardo Martínez Ortega |           | 1956-     | 58    |
| 2014  | Stan Sakai              |           | 1953-     | 61    |
| 2015  | José Luis García López  |           | 1948-     | 67    |
| 2015  | Trini Tinturé           | 1938-     | 77        |       |

### Meilleure couverture
| Année | Couverture récompensée                    | Auteur                 | Pays                | Maison d'édition    |
| ----- | ----------------------------------------- | ---------------------- | ------------------- | ------------------- |
| 1999  | Tom's Bar (Totem-El Comix no 31)          | Ivo Milazzo            |                     | Toutain             |
| 1990  | Las mejores historias del Joker           | Brian Bolland          |                     | Zinco               |
| 1991  | Los 4 Fantásticos no 100                  | Walter Simonson        |                     | Forum               |
| 1992  | Las mejores historias de los años 50      | Joe Kubert             | Zinco               |                     |
| 1993  | Superman no 120                           | Jerry Ordway           | Zinco               |                     |
| 1994  | Aliens vs Predator no 2                   | Mike Mignola           | Norma               |                     |
| 1995  | Marvels no 3                              | Alex Ross              | Forum               |                     |
| 1996  | Star Wars no 1                            | Art Adams              | Norma               |                     |
| 1997  | Batman: Dark Allegiances                  | Howard Chaykin         | Zinco               |                     |
| 1998  | Hellblazer, dans Vertigo n°49             | Glenn Fabry            |                     | Norma               |
| 1999  | Aliens : Glass Corridor                   | David Lloyd            |                     | Norma               |
| 2000  | Preacher n°2 : And Hell Followed with Him | Glenn Fabry            |                     | Norma               |
| 2001  | Star Wars : Émissaires à Malastare        | Mark Schultz           |                     | Norma               |
| 2002  | Juan Solo t. 2 : Les Chiens du pouvoir    | Georges Bess           |                     | Planeta de Agostini |
| 2003  | Djinn t. 1 : La Favorite                  | Ana Miralles           |                     | Norma               |
| 2004  | Captain America : Glace n°1               | John Cassaday          |                     | Planeta de Agostini |
| 2005  | Loki                                      | Esad Ribic             |                     | Panini Comics       |
| 2006  | Martin Mystère n°3 : La fórmula           | Giancarlo Alessandrini |                     | Aleta               |
| 2007  | Clásicos DC : Orion n°4                   | Walter Simonson        |                     | Planeta de Agostini |
| 2008  | Maria et moi                              | Miguel Gallardo        |                     | Astiberri           |
| 2009  | La Guarida del Horror                     | Richard Corben         |                     | Panini Comics       |
| 2010  | Batman : Année 1                          | David Mazzucchelli     | Planeta de Agostini |                     |
| 2011  | Julia t. 2                                | Marco Soldi            |                     | Aleta               |
| 2012  | Yaxin. Le Faune Gabriel t. 1              | Man Arenas             |                     | Norma               |
| 2013  | Nuevas aventuras de Diego Valor           | Daniel Acuña           | EDT Editorial       |                     |
| 2014  | Daredevil : Dark Nights no 8              | Amanda Conner          |                     | Panini Comics       |
| 2015  | Little Nemo : Retour à Slumberland        | Gabriel Rodriguez      |                     | Planeta Cómic       |

### Finaliste ayant reçu le plus de votes
| Année | Auteur(s) récompensé(s)    | Pays                               | Œuvre récompensée                                            | Maison d'édition    |
| ----- | -------------------------- | ---------------------------------- | ------------------------------------------------------------ | ------------------- |
| 1989  | Brian Bolland              |                                    | Batman : The Killing Joke                                    | Zinco               |
| 1990  | Brian Bolland              | Las mejores historias del Joker    |                                                              | Zinco               |
| 1991  | Grzegorz Rosiński (dessin) |                                    | Thorgal : Louve                                              | Norma               |
| 1991  | Jean Van Hamme (scénario)  |                                    | Thorgal : Louve                                              | Norma               |
| 1992  | Hermann                    | Les Tours de Bois-Maury            |                                                              | Norma               |
| 1993  | Ana Miralles (dessin)      |                                    | Eva Medusa                                                   | Glénat              |
| 1993  | Antonio Segura (scénario)  |                                    | Eva Medusa                                                   | Glénat              |
| 1994  | Kevin Maguire              |                                    | New Titans                                                   | Zinco               |
| 1995  | Neil Gaiman                |                                    | La Croisade des enfants                                      | Zinco               |
| 1996  | Peter Bagge                |                                    | Hate no 2 : Le Père de Valerie                               | La Cúpula           |
| 1997  | Paul Gulacy                | Aliens vs Predator no 2            | Zinco                                                        |                     |
| 1998  | Bryan Talbot               |                                    | The Dreaming : Extraño Amor (Weird Romance)                  | Norma               |
| 1999  | Garth Ennis                | Preacher : Sang et Whisky          |                                                              | Norma               |
| 2000  | Igor Kordey                |                                    | Batman/Tarzan : Les Griffes de Catwoman                      | Norma               |
| 2001  | Mark Schultz               |                                    | Star Wars : Émissaires à Malastare                           | Norma               |
| 2002  | Bill Watterson             | El último libro de Calvin y Hobbes | B                                                            |                     |
| 2003  | Bryan Talbot               |                                    | Au cœur de l'empire, t. 1                                    | Astiberri           |
| 2004  | John Cassaday              |                                    | Captain America : Glace no 1                                 | Planeta de Agostini |
| 2005  | Ricardo                    |                                    | Ricardo 2003-2004                                            | El Jueves           |
| 2006  | Frank Cho                  |                                    | Shanna                                                       | Panini Comics       |
| 2007  | Carlos Giménez             |                                    | Barrio                                                       | Glénat              |
| 2008  | Miguel Gallardo            | Maria et moi                       | Astiberri                                                    |                     |
| 2008  | Alfonso Zapico             | Café Budapest                      | Astiberri                                                    |                     |
| 2009  | Mórtiner                   | La mirada Zítrica                  | La Nueva España                                              |                     |
| 2010  | Mark Schultz               |                                    | Prince Vaillant                                              | Panini Comics       |
| 2011  | José Luis García-López     |                                    | Batman Confidential : La tomba del rey Tut (King Tut's Tumb) | Planeta de Agostini |
| 2012  | El Torres                  | Aokigahara : La Forêt des suicides | Dib-Buks                                                     |                     |
| 2013  | Jan Strnad                 |                                    | Ragemoor                                                     | Norma               |

### Meilleure maison d'édition
| Année | Maison d'édition    | Pays |
| ----- | ------------------- | ---- |
| 1997  | DC Comics           |      |
| 1997  | Ediciones Zinco     |      |
| 2007  | Planeta de Agostini |      |

### Humour
| Année | Auteur récompensé | Pays              | Œuvre ou travail récompensé                                     | Maison d'édition / Journal |
| ----- | ----------------- | ----------------- | --------------------------------------------------------------- | -------------------------- |
| 2000  | Gallego & Rey     |                   |                                                                 |                            |
| 2001  | El Roto           |                   |                                                                 |                            |
| 2002  | Neto              | Nuestros Paisanos | Madu                                                            |                            |
| 2003  | Roberta Gregory   |                   | Bitchy Bitch: A Bitch is Born                                   | Recerca-Alecta             |
| 2004  | Idígoras y Pachi  |                   | Alicia, institutriz de Letizia y Las vacaciones de dos familias | El Mundo                   |
| 2005  | Ricardo           |                   | Ricardo 2003-2004                                               | El Jueves                  |
| 2006  | Ramón             |                   | Dessins d'humour                                                | Colpisa                    |
| 2007  | Maitena           |                   | Les Déjantées                                                   | DeBolsillo                 |
| 2008  | Pinto & Chinto    |                   | Dessins de presse                                               | La Voz de Galicia          |
| 2009  | Mórtiner          | La mirada zítrica | La Nueva España de Gijón                                        |                            |
| 2009  | Pau               | Pau per tots      | Diario de Mallorca                                              |                            |
| 2010  | Arthur de Pins    |                   | Péchés mignons                                                  | Dibbuks                    |
| 2011  | Neto              |                   | Ernesto García del Castillo                                     | La Voz de Asturias         |
| 2012  | Paweł Kuczyński   |                   | Ses dessins satiriques                                          | En ligne                   |
| 2013  | Sergio Aragonés   |                   | Cinco décadas de sus mejores trabajos                           | ECC                        |
| 2014  | Eneko             |                   | Dessins de presse                                               | Interviú et 20 Minutos     |
| 2015  | Ziraldo           |                   | Dessins de presse                                               |                            |

### Spécial John Buscema
| Année | Auteur récompensé            | Pays                                                                | Fonction                 |
| ----- | ---------------------------- | ------------------------------------------------------------------- | ------------------------ |
| 2002  | Trina Robbins                |                                                                     | Auteur                   |
| 2004  | Luis Alberto de Cuenca       |                                                                     | Auteur                   |
| 2004  | Carlos Giménez               |                                                                     | Auteur                   |
| 2005  | Jim Starlin                  |                                                                     | Auteur                   |
| 2006  | John Lent                    | Spécialiste                                                         |                          |
| 2007  | Maurice Horn                 | Spécialiste                                                         |                          |
| 2008  | Luis Gasca                   |                                                                     | Éditeur et spécialiste   |
| 2010  | Gil Parrondo                 | Directeur éditorial                                                 |                          |
| 2012  | Tomás Gallego                | Directeur de l'Instituto Quevedo del Humor de l'Université d'Alcalá |                          |
| 2013  | Javier Mariscal              | Auteur                                                              |                          |
| 2013  | Frédéric Manzano             |                                                                     | Commissaire d'exposition |
| 2014  | Juan José Plans              |                                                                     | Journaliste              |
| 2014  | Quino                        |                                                                     | Auteur                   |
| 2015  | Université des Îles Baléares |                                                                     | Institution              |
| 2015  | Juan Muñoz                   | Professeur d'université et fondateur des éditions UIB               |                          |
| 2015  | Jorge Macabich               |                                                                     |                          |

## Statistiques

### Maisons d'édition les plus récompensées
Sont pris en compte les prix du dessin, du scénario, des histoires longue et courte, de la couverture, du public et de la maison d'édition.
| Place | Nom                | Dates     | Nombre de prix |
| ----- | ------------------ | --------- | -------------- |
| 1.    | Norma              | 1981-     | 36             |
| 2.    | Zinco              | 1982-1998 | 35             |
| 3.    | Planeta DeAgostini | 1985-     | 32             |
| 4.    | Panini Comics      | 1961-     | 10             |
| 5.    | Glénat             | 1990-2011 | 9              |
| 6.    | Forum              | 1983-2004 | 8              |
| 6.    | La Cúpula          | 1979-     | 8              |
| 8.    | Astiberri          | 2001-     | 6              |
| 8.    | Aleta              | 1996-     | 6              |
| 10.   | Ponent Mon         | 2003-     | 4              |